# 拉定人
拉定人（Ladin people），是分佈於義大利北部的一個民族。

## 歷史

拉定旗幟

拉定人的祖先為古代屬於阿爾卑斯部落群的雷托人。在語言上與伊特拉斯坎人相近。曾對羅馬帝國的侵略進行抵抗，最後於5世紀末羅馬化，5～6世紀雖先後被東哥特人、巴伐利亞人和倫巴德人征服，但未日耳曼化，並在16世紀創立了自己的文字。
拉定人通用義大利語，但日常生活中通用拉定語。在19世紀時，拉定人得到了國家民族的認同。

## 語言

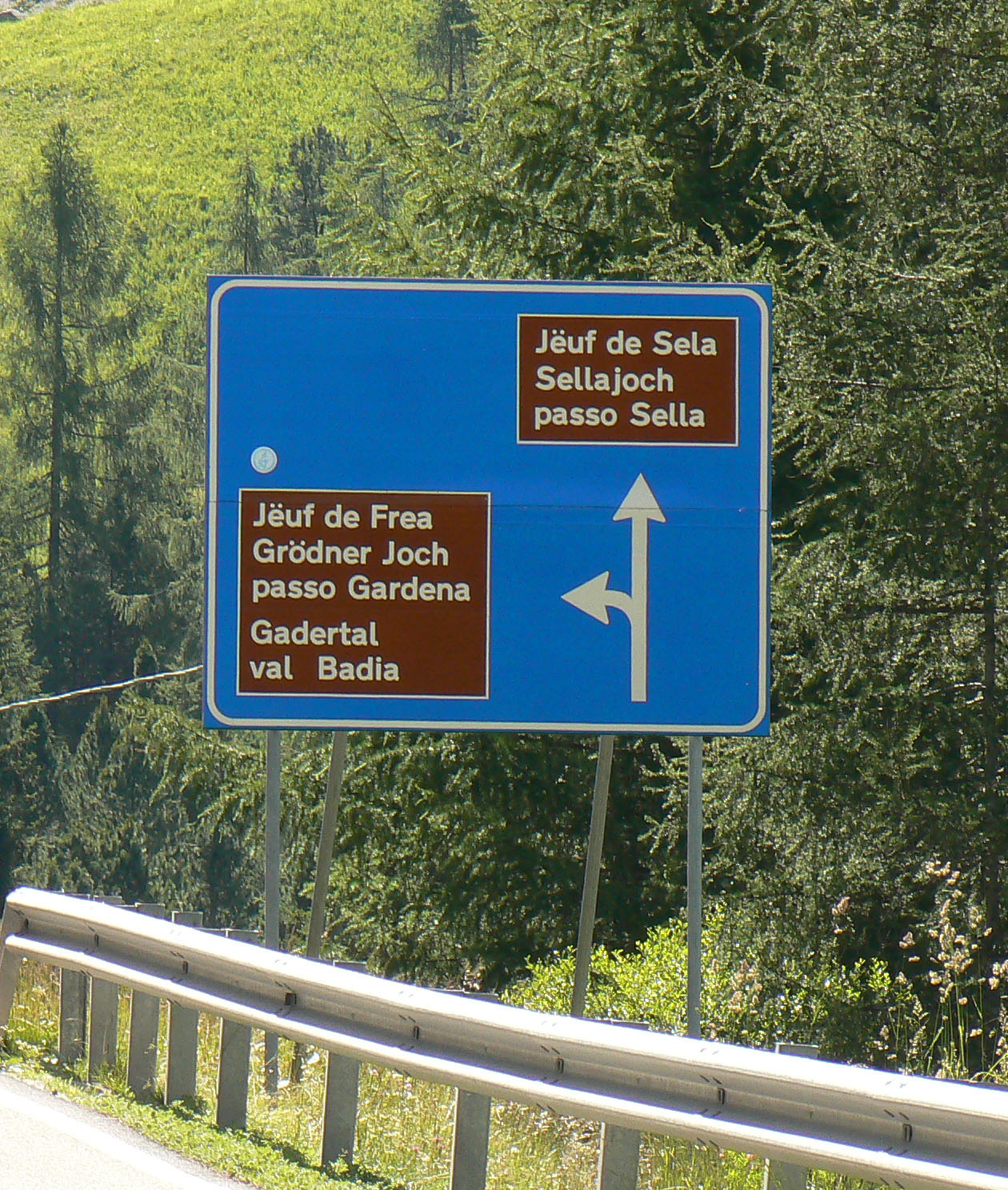
使用德語、義語、拉定語的路牌

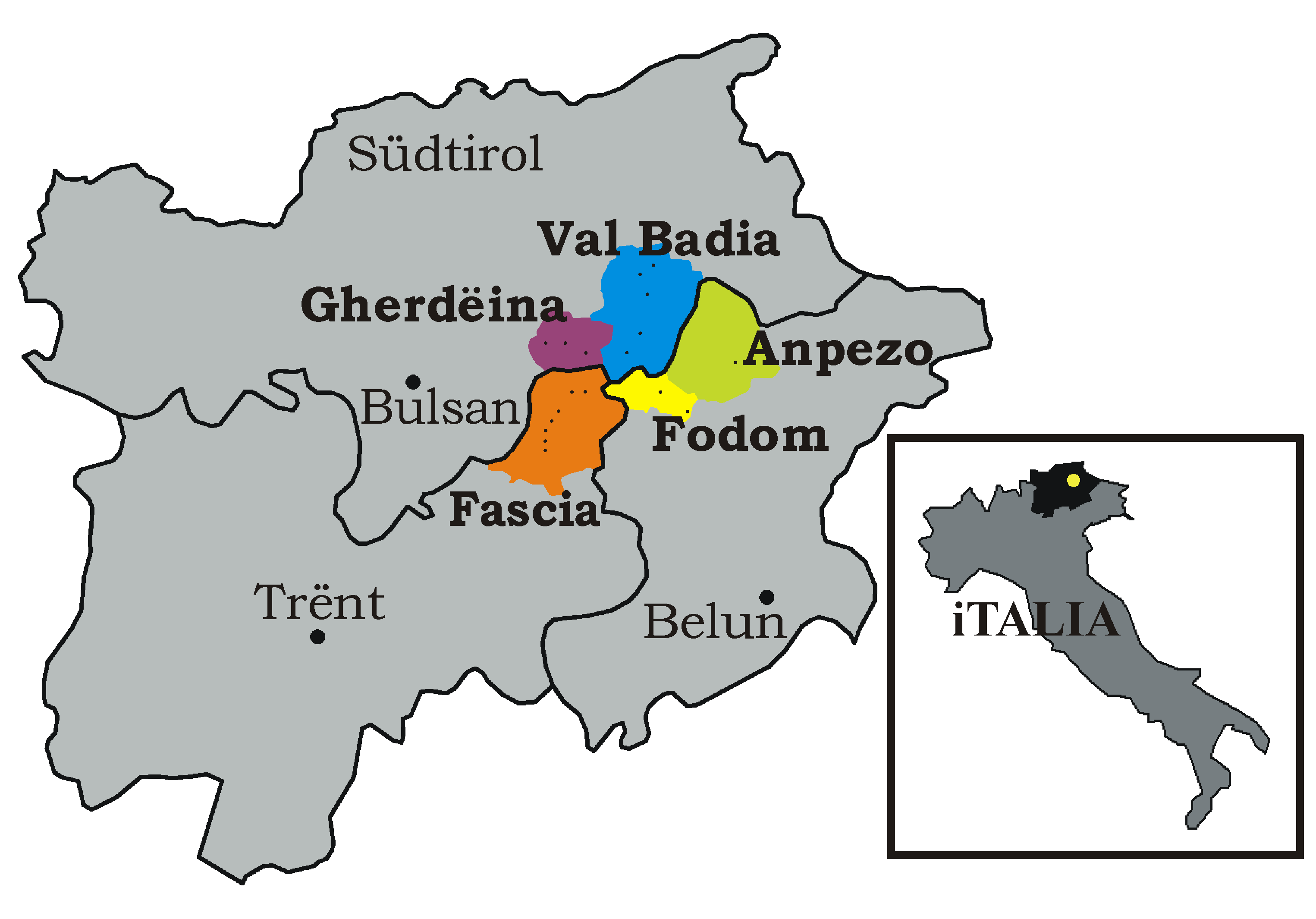
拉定人分布區域

作為母語使用的人群約31,000人(2013)，流通範圍主要在義大利北部特倫提諾-南提洛自治區，在2011年的人口普查，20,548南蒂羅爾居民稱拉定語是他們的母語， 拉定語是官方認可的語言，在學校任教，並在公共辦公室中使用（書面和口頭形式）；而約18,550特倫蒂諾的居民稱拉定語為他們的母語，在那裡拉定語是公認的少數民族語言。「拉定」一詞源於拉丁文，原本是遺留在羅馬阿爾卑斯山的通俗拉丁文。19世紀和20世紀的義大利民族主義運動視為拉定為「義大利方言 」，但許多協會拒絕了此概念 。
1972年，義大利政府僅在南蒂羅爾的第二自治章程將拉定語認定為部分官方語言，於是拉定語正式在特倫蒂諾及南蒂羅爾被省和國家法律的認可。1991年，義大利簽署了歐洲憲章區域或少數民族語言(European Charter for Regional or Minority Languages )，但一直沒有批准它。該憲章呼籲少數人的權利得到尊重和少數民族語言。在20世紀90年代，義大利議會和省議會已通過法律法規保護拉定語的語言和文化，文化研究所成立，以保障和教育相關的語言和文化，學校課程也進行了調整，以便教學，路牌也被改為雙語。

## 社會、家庭與婚姻
拉定人如同其餘義大利人般，非常重視家庭生活、關係。拉定人的婚姻傳統上是由父母安排，但是自己也是有機會選擇對象，尤其是貧困階層，他們擁有的婚姻自由權力遠高於富有階層。
拉定人的繼承原則依法律規定，是所有家庭成員繼承平分。特殊個人物品可在去世前另外給予親人，以確保由指定的繼承人接收。

## 產業與生活
拉定人則大部分人從事農業，居住在山區的人才從事畜牧業。並且因生活於山谷之中，滑雪相關行業也很常見

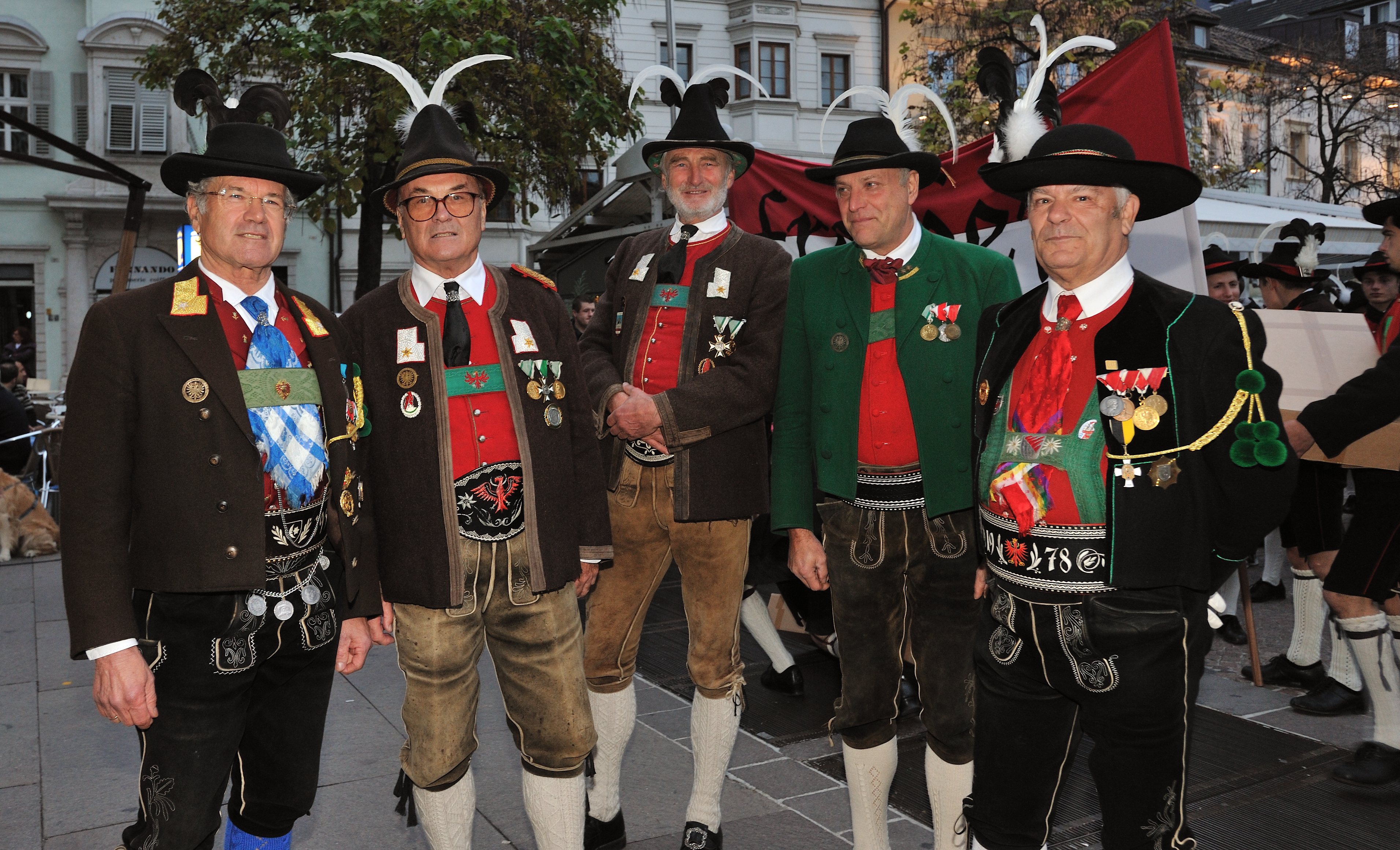
拉定傳統服飾

拉定人有傳統的建築系統，而最典型的系統為maso chiuso，是一種特殊的法律制度，旨在保護農場財產的不可分割性。日常生活中吃的食物為培根、餃子、玉棋。不論男女，傳統上一定會戴蒂羅爾帽子，是羊毛製成的氈禮帽（通常為綠色），和帶圍繞冠（通常是棕色）。
，女性服飾特點是少女裝風格的羊毛短裙，常飾有絲帶繡。男性典型的服裝是一對皮褲。

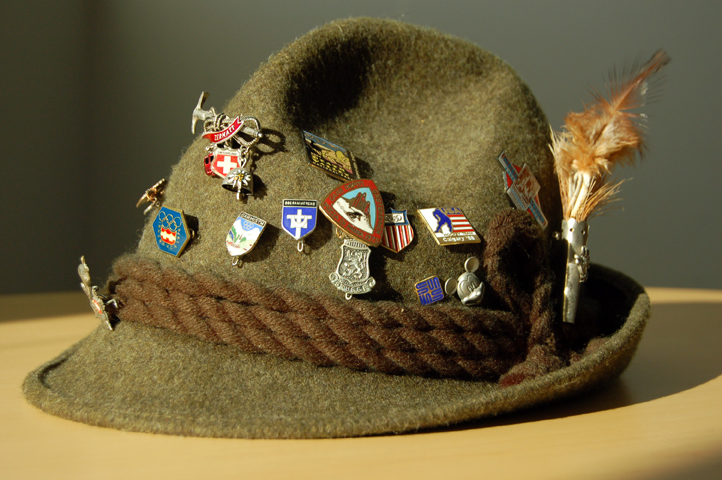
蒂羅爾帽子

## 文學與藝術
幾個世紀以來，拉定人的文學遺產只有口頭版本。第一個文學文本是在19世紀下半葉創建，有兩個原因：地理隔離和缺乏文化中心，但還有一個最重要的因素為生活條件艱苦。第一個文學作品包括來自聖經譯本、諺語、傳奇和拉定語法的草稿版本的集合。
拉定人的木製工藝品極具特色，當地的工匠會有展示自己作品(塑像、浮雕、家具)的小商店，其中最知名的就是嘉年華中佩戴的面具(faceres)

## 嘉年華
拉定人的傳統嘉年華(狂歡節)始於1月17日，是聖安東尼巴特的節日，而在1月20日，會有一場大型活動Maschéredes(化妝舞會)，此嘉年華的用意是為了慶祝冬天的結束，並公布了溫暖的季節的到來。造型特色是傳統的木製面具(faceres)，通常會有一個長長的鼻子。

## 著名人物
- Jan Batista Alton（英语：Jan Batista Alton） 詩人、歷史學家、哲學家